# François Migault
François Migault (ur. 4 grudnia 1944 w Le Mans, zm. 29 stycznia 2012 w Parigné-l’Évêque) – francuski kierowca wyścigowy. W Formule 1 zadebiutował w Grand Prix Austrii w 1972 roku w zespole Darnvall Connew.

## Wyniki w Formule 1
| Legenda oznaczeń w tabelach wyników Wyświetl szablon na nowej stronie | Legenda oznaczeń w tabelach wyników Wyświetl szablon na nowej stronie                                                                     |
| Oznaczenie                                                            | Wyjaśnienie |
| --------------------------------------------------------------------- | --- |
| Złoty                                                                 | Zwycięzca lub mistrzostwo |
| Srebrny                                                               | 2. miejsce lub wicemistrzostwo |
| Brązowy                                                               | 3. miejsce lub II wicemistrzostwo |
| Zielony                                                               | Ukończył, punktował (w klasyfikacji generalnej, gdy zdobył co najmniej jeden punkt na przestrzeni sezonu, poza trzema powyższymi opcjami) |
| Niebieski                                                             | Ukończył, nie punktował (w klasyfikacji generalnej, gdy nie zdobył co najmniej jednego punktu na przestrzeni sezonu)                      |
| Czerwony                                                              | Nie zakwalifikował się (NZ) |
| Czerwony                                                              | Nie prekwalifikował się (NPK) |
| Różowy                                                                | Nie ukończył (NU) |
| Różowy                                                                | Niesklasyfikowany (NS) (w klasyfikacji generalnej, gdy nie został sklasyfikowany w żadnym wyścigu sezonu)                                 |
| Czarny                                                                | Zdyskwalifikowany (DK) |
| Czarny                                                                | Wykluczony (WYK/EX) |
| Biały                                                                 | Nie wystartował (NW) |
| Biały                                                                 | Kontuzjowany (K/INJ) |
| Biały                                                                 | Wyścig odwołany (OD/C) |
| Bez koloru                                                            | Został wycofany (WYC/WD) |
| Bez koloru                                                            | Nie przybył (NP/DNA) |
| Bez koloru                                                            | Nie brał udziału w treningach (NT/DNP) |
| Bez koloru                                                            | Nie został zgłoszony (–) |
| Pogrubienie                                                           | Start z pole position |
| Kursywa                                                               | Najszybsze okrążenie wyścigu |
| †                                                                     | Nie ukończył, ale jego rezultat został zaliczony ze względu na przejechanie więcej niż 90% dystansu wyścigu.                              |
| *                                                                     | Sezon w trakcie |
| 1/2/3                                                                 | Punktowana pozycja w sprincie kwalifikacyjnym                                                                                             |
| Lista systemów punktacji Formuły 1                                    | |

| 1972 | Darnvall Connew                 | Connew PC1    | Cosworth V8 | ARG | RPA | ESP | MON | BEL | FRA | GBR | GER | AUT | ITA | KAN | USA |     |     |     | 0 | NS |
| 1972 | Darnvall Connew                 | Connew PC1    | Cosworth V8 | -   | -   | -   | -   | -   | -   | NW  | -   | NU  | -   | -   | -   |     |     |     | 0 | NS |
| 1974 |                                 |               |             | ARG | BRA | RPA | ESP | BEL | MON | SWE | HOL | FRA | GBR | GER | AUT | ITA | KAN | USA | 0 | 38 |
| 1974 | Team BRM                        | BRM P160E     | BRM V12     | NU  | 16  | 15  | NU  | 16  | NU  | -   |     | 14  | NS  | NZ  | -   |     |     |     | 0 | 38 |
| 1974 | Team BRM                        | BRM P201      | BRM V12     |     |     |     |     |     |     |     | NU  |     |     |     |     | NU  | -   | -   | 0 | 38 |
| 1975 |                                 |               |             | ARG | BRA | RPA | ESP | MON | BEL | SWE | HOL | FRA | GBR | GER | AUT | ITA | USA |     | 0 | NS |
| 1975 | Embassy Racing with Graham Hill | Hill GH1      | Cosworth V8 | -   | -   | -   | NS  | -   | NU  | -   | -   |     | -   | -   | -   | -   | -   |     | 0 | NS |
| 1975 | Frank Williams Racing Cars      | Williams FW03 | Cosworth V8 |     |     |     |     |     |     |     |     | NW  | -   | -   | -   | -   |     |     | 0 | NS |